# Obnemertes solida
Obnemertes solida är en djurart som tillhör fylumet slemmaskar, och som beskrevs av Korotkevich 1964. Obnemertes solida ingår i släktet Obnemertes och familjen Pelagonemertidae. Inga underarter finns listade i Catalogue of Life.